# 5341 Purgathofer
5341 Purgathofer este un asteroid din centura principală de asteroizi.

## Descriere
5341 Purgathofer este un asteroid din centura principală de asteroizi. A fost descoperit pe 24 septembrie 1960 la Observatorul Palomar de Cornelis Johannes van Houten, Ingrid van Houten-Groeneveld și Tom Gehrels. Asteroidul prezintă o orbită caracterizată de o semiaxă mare de 2,18 ua, o excentricitate de 0,21 și o înclinație de 1,2° în raport cu ecliptica.